# UVV Utrecht
La Asociación General de Deportes UVV (en neerlandés: Algemene Sportvereniging UVV), comúnmente conocida como UVV Utrecht o simplemente UVV, cuya sigla corresponde a Utrechtse Voetbal Vereniging, es una entidad deportiva con sede en Utrecht, Países Bajos. Fundada el 15 de septiembre de 1902 mediante la fusión de varias asociaciones deportivas, el club abarca disciplinas como fútbol, baloncesto, béisbol, sóftbol, tenis y voleibol. En 2005, UVV trasladó sus instalaciones al Sportpark, situado entre Máximapark en Vleuten y el distrito de Leidsche Rijn en Utrecht. El estadio de béisbol del club, denominado Pickles UVV en honor a su patrocinador, tiene una capacidad de 1000 espectadores.

## Historia
Voorwaarts, fundada el 15 de mayo de 1893, y JEMCA, establecida en 1895, fueron las dos asociaciones precursoras del UVV. Estas se fusionaron el 23 de mayo de 1896, dando origen a J.V. (JEMCA-Voorwaarts). En 1898, UNI, fundada en 1896, se unió al club fusionado, que pasó a denominarse Jong Vitesse a partir del 1 de mayo, manteniendo la abreviatura J.V. El 21 de septiembre de 1901, se eliminó el "Jong" del nombre y el club continuó como Vitesse. Posteriormente, el club de fútbol Victoria, fundado en 1900, se incorporó al grupo, resultando en el nombre actual: Algemene Sportvereniging UVV.

## Futbolistas destacados

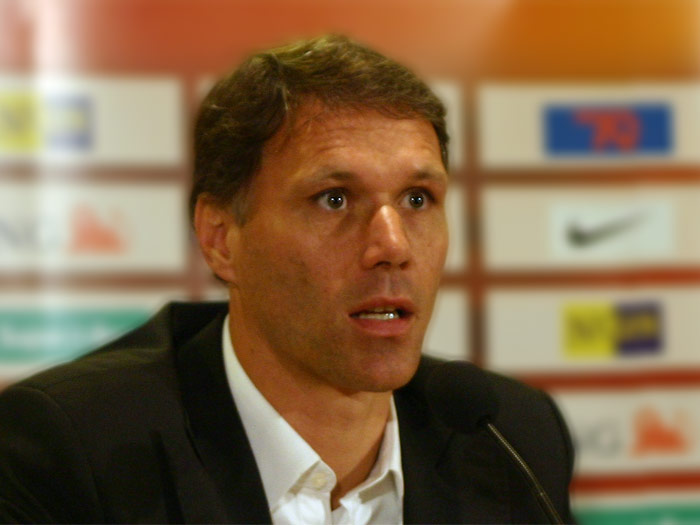
van Basten jugó para el UVV Utrecht en su infancia.

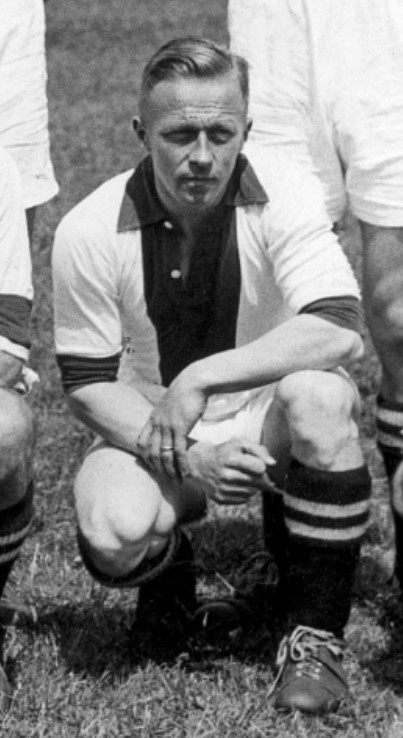
El máximo goleador de la historia del Ajax Ámsterdam, van Reenen, debutó como profesional en el UVV.

- Marco van Basten.[6]
- Piet van Reenen.
- Wout Buitenweg.
- Harry van den Ham.
- John van Loen.
- Alje Schut.
- Jan Vos.
- Jan Willem van Ede.
- Erik Tammer.